# Jérémie
Pour les articles homonymes, voir Jeremiah et Jérémie (homonymie).
יִרְמְיָהוּ
Compléments
Contemporain des rois de Juda Josias et Sédécias, ainsi que des prophètes Ézéchiel et Sophonie
Jérémie (יִרְמְיָהוּ, Yirməyāhū, qui signifie « Que YHWH se lève ») est un personnage de la Bible qui apparaît principalement dans le Livre de Jérémie, dont il est souvent présenté comme l'auteur. Il est également évoqué dans le Deuxième Livre des Chroniques. Il est ensuite mentionné à trois reprises dans l'Évangile selon Matthieu (Mt 2.17,16.14,27.9). C'est un prophète du Tanakh dans le judaïsme ou de l'Ancien Testament pour les chrétiens. Il est fêté le 1er mai.

## Biographie
Selon la Bible, il était fils de Hilqiyahou, prêtre (kohen) à Anathoth, dans le territoire de Benjamin, à quelques kilomètres au nord de Jérusalem. Il existe encore un village arabe du nom d'Anata (عناتا) dans les environs, bien que l'Anatoth historique soit plutôt localisé au lieu-dit Khirbet El-Yahoud (littéralement, « les ruines des Juifs »).
Jérémie a prouvé aux Israélites la véracité de ses songes après une altercation avec un autre prophète nommé Hananya (28:1), dans le VIe siècle av. J.-C. Ainsi Jérémie annonce la mort de Hananya pour l'année à venir car ses prophéties ne sont pas divines et qu'il s'est attiré la colère de Dieu. En effet, Hananya meurt le septième mois de cette année.
La traduction œcuménique de la Bible de 2004 présente Jérémie comme un « grand solitaire » que sa mission a contraint à rester à l'écart de la société (Jr 15,17), situation dont il a souffert. En outre, Jérémie est censé ne jamais avoir été marié, ni avoir engendré d'enfant. Il connut aussi la prison, fut brutalisé, et exilé en Égypte à Taphnis. En effet, Jérémie annonça l'arrivée des Chaldéens et prédit la destruction de Jérusalem, ainsi que l'exil des Judéens à Babylone du fait de leur manque de foi. Il encouragea la réforme de Josias et essaya d'enrayer les progrès de l'idolâtrie, avant d'être lapidé par ses compatriotes d'exil (selon 4Baruch 9,31, pseudépigraphe du début du IIe siècle apr. J.-C.).
Jérémie prophétise la destruction de nombreux peuples étrangers, royaumes et cités, dont « Dedân, Téma, Buz, tous les hommes aux tempes rasées » (25:23).
Il fut un contemporain du prophète Sophonie.
Le substantif féminin jérémiade est dérivé, avec le suffixe -ade, du nom du prophète, par allusion au Livre des Lamentations (Lm 1) que la tradition attribue à Jérémie,. Prononcé ʒeʁemjad en français standard, jérémiade est attesté au XVIIIe siècle.

## L'auteur du Livre de Jérémie
La tradition lui attribue la rédaction du Livre de Jérémie, mais les investigations exégétiques modernes résumées dans l'introduction à ce livre de la Traduction œcuménique de la Bible, modifient cette perspective traditionnelle :
1. à côté d’oracles « d’une authenticité à toute épreuve »[10], de nombreux passages évoquent un travail rédactionnel d’individus appartenant à l’école dite deutéronomique ;
2. certains récits pourraient avoir été écrits par Baruch ben Neria, secrétaire de Jérémie ;
3. d’autres passages évoquent indirectement Jérémie : il s’agirait possiblement de traditions orales réunies par un compilateur anonyme.

## Vénération
Sa fête est fixée au 1er mai d’après le Martyrologe romain, ainsi que dans le ménologe du rite byzantin.

## Littérature
- Jérémie, est le personnage central et le titre d'une pièce de théâtre de Stefan Zweig, écrite en 1916 et mise en scène en 1917 à Zurich. La traduction française de Olivier Mannoni a été publiée dans la Petite Bibliothèque Payot, en 2014 selon son « édition définitive » parue en 1928 chez Insel Verlag, avec une préface de Annette Wieviorka.  (ISBN 978-2-228-91123-8)
- Georges Brassens fait allusion à Jérémie dans sa chanson La mauvaise réputation : "Pas besoin d'être Jérémie pour deviner le sort qui m'est promis ..."

## Filmographie

### Télévision
- 1998 : Jérémie de Harry Winer interprété par Patrick Dempsey.

## Galerie

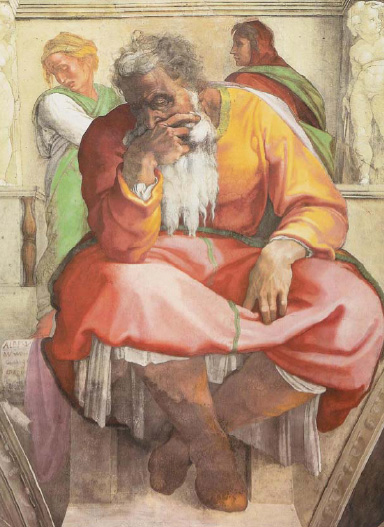
Jérémie se lamentant de la destruction de Jérusalem, fresque de Michel-Ange à la chapelle Sixtine.
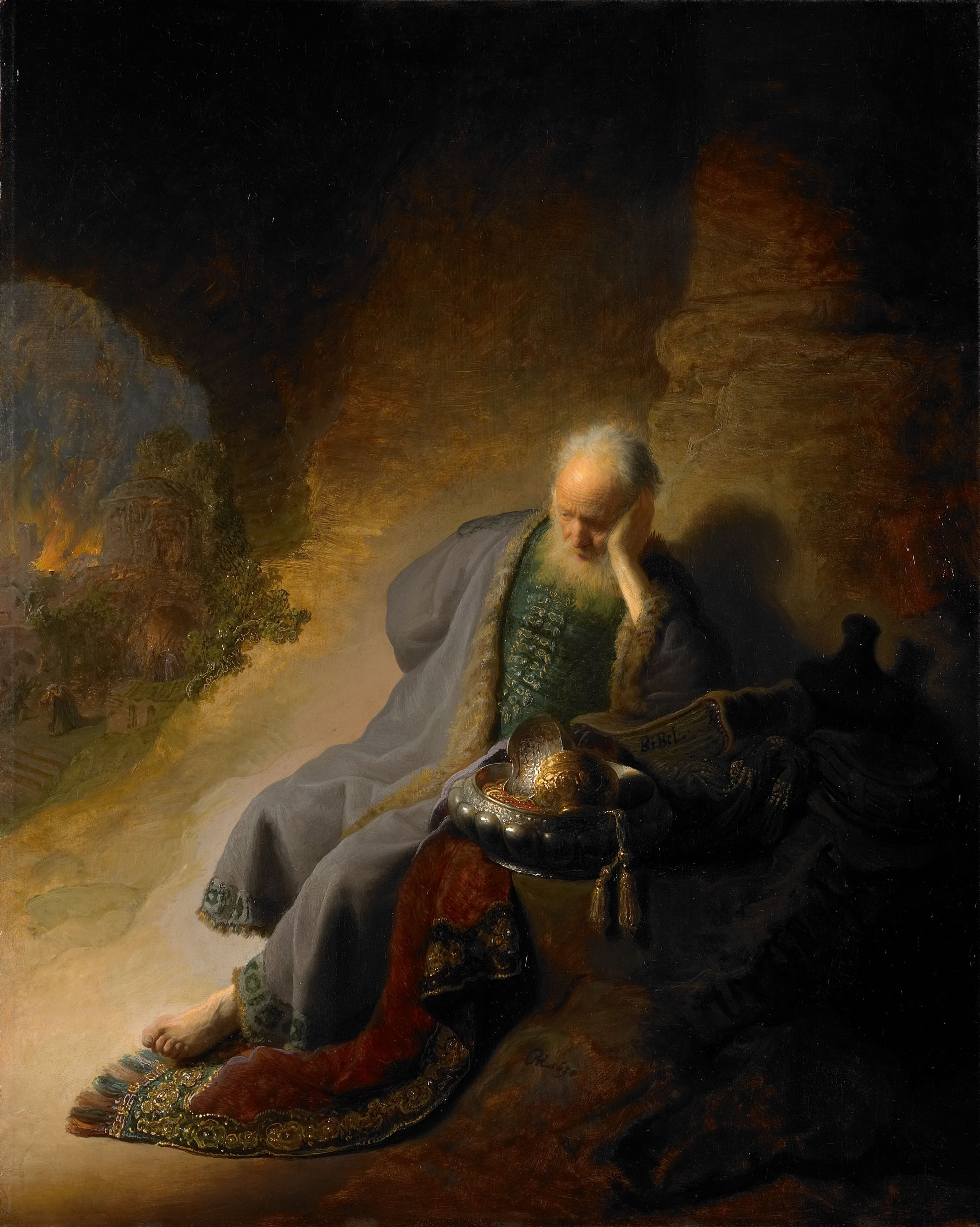
Jérémie pleurant la destruction de Jérusalem, tableau de Rembrandt.
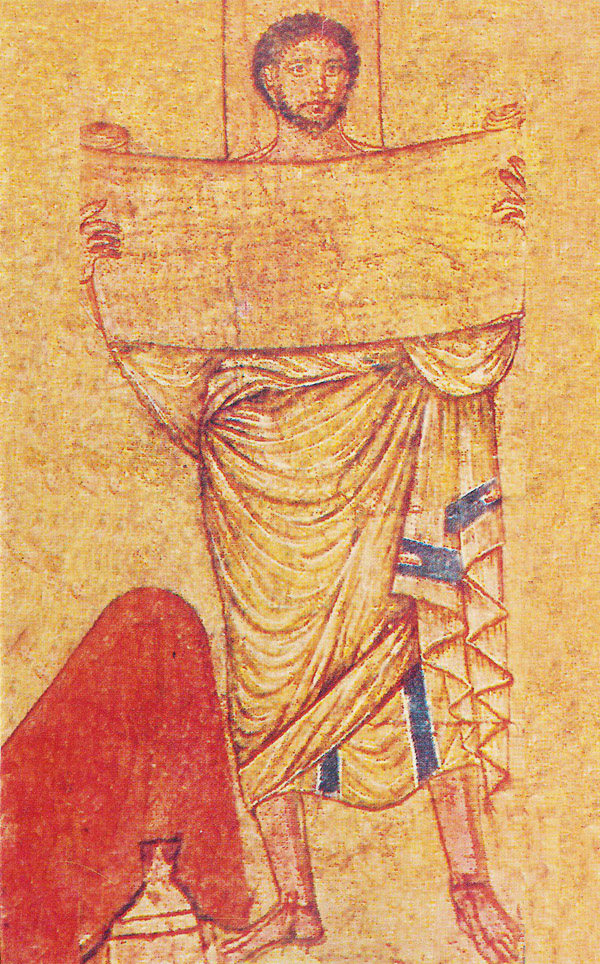
Le prophète Jérémie tenant le rouleau de la Loi, à côté de l'Arche d'alliance, fresque de la synagogue de Doura Europos (250-256).
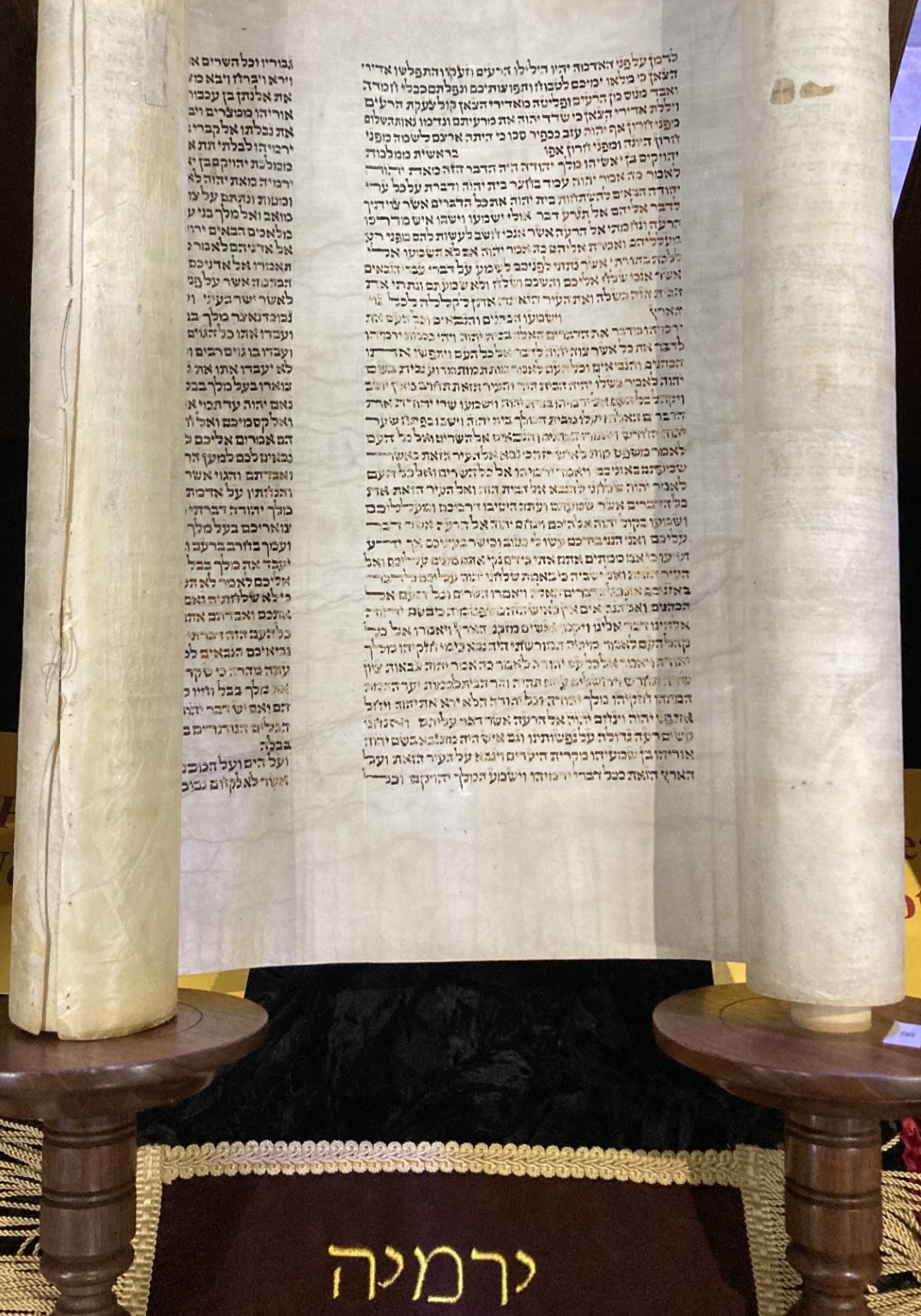
Rouleau du prophète Jérémie